# Стракуново
Стрекуново — деревня в Весьегонском муниципальном округе Тверской области.

## География
Деревня находится в северо-восточной части Тверской области на расстоянии приблизительно 23 км на запад по прямой от районного центра города Весьегонск.

## История
Была известна с 1713 года как сельцо, которое принадлежало на правах поместья стряпчему Патрикею Артемьевичу Шухертову. В 1859 году отмечено было здесь 6 дворов. До 2019 года входила в состав Ёгонского сельского поселения до упразднения последнего.

## Население
Численность населения: 50 человек (1859 год), 1 (русские 100 %) в 2002 году, 0 в 2010.